# ناحیه دکاتور، میشیگان
ناحیه دکاتور (به انگلیسی: Decatur Township) یک منطقهٔ مسکونی در ایالات متحده آمریکا است که در شهرستان ون بیورن، میشیگان واقع شده‌است.
 ناحیه دکاتور ۹۲٫۰ کیلومتر مربع مساحت و ۳٬۹۱۶ نفر جمعیت دارد و ۲۳۹ متر بالاتر از سطح دریا واقع شده‌است.